# Picciano
Picciano – miejscowość i gmina we Włoszech, w regionie Abruzja, w prowincji Pescara.
Według danych na rok 2004 gminę zamieszkiwały 1363 osoby, 194,7 os./km².